# 北京图书大厦
39°54′24″N 116°22′15″E / 39.906533°N 116.370888°E

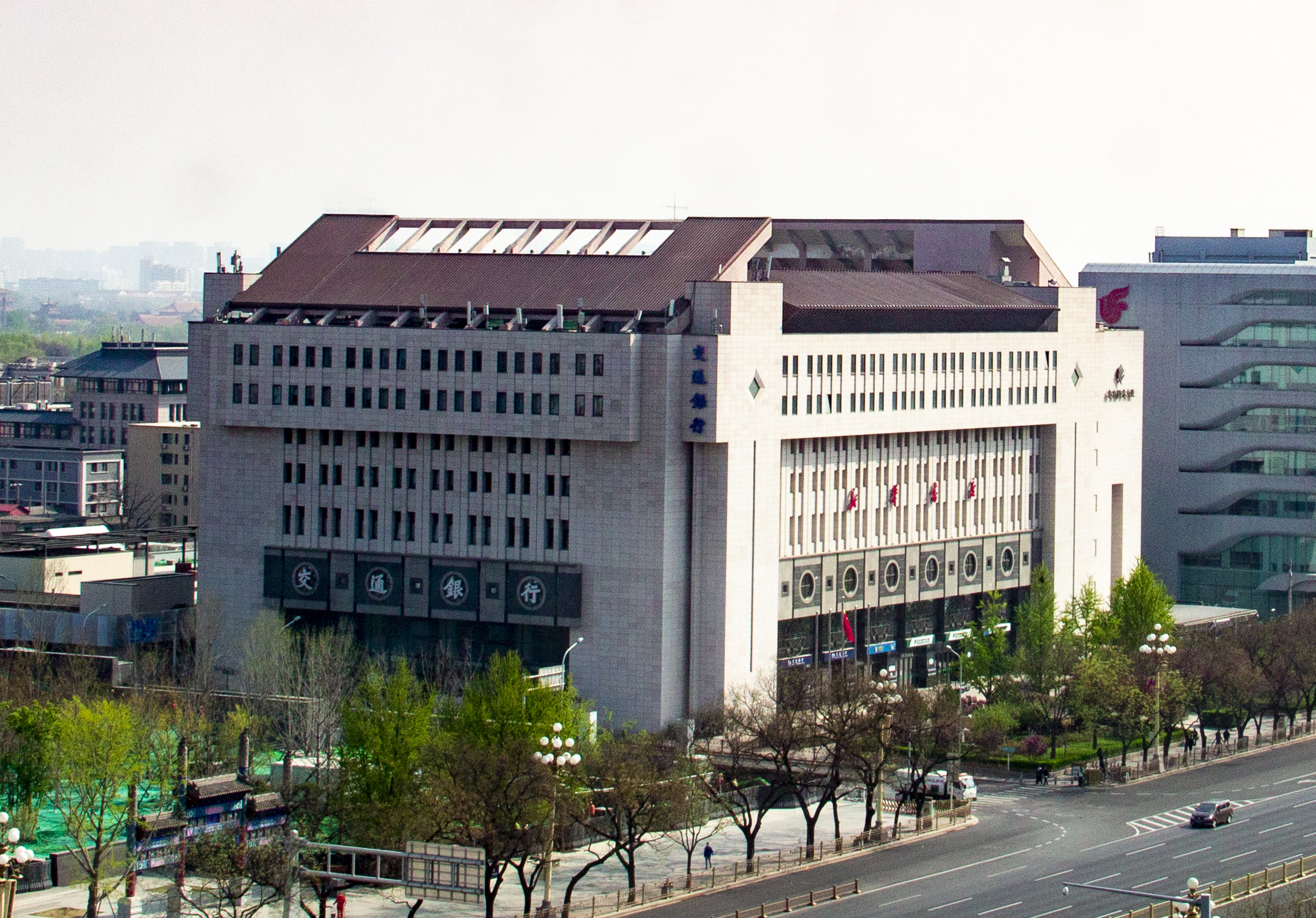
北京图书大厦（2021年）

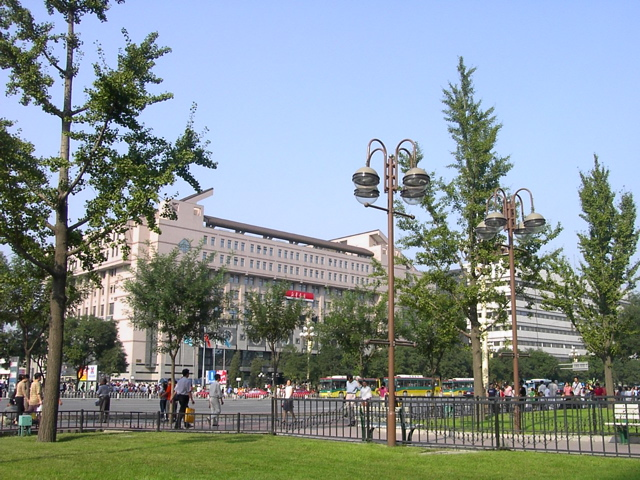
北京图书大厦（2005年）

北京图书大厦位于中国北京市西城区西长安街丙17号。

## 简介
北京图书大厦地处西单商业中心和文化中心，销售来自中国及海外各个出版社的种类齐全的图书。北京图书大厦是周恩来生前关心并批准的建设项目，为北京市的重点文化设施。北京图书大厦于1958年选址，1985年立项，1993年动工兴建。1998年5月8日，作为当时中华人民共和国最大的国有零售书店，北京图书大厦对外试营业。
北京图书大厦共五层。地下一层自2004年之后为进口原版图书区。地上一层是哲学、历史、法律、政治、经济、新闻、旅游及其他社会科学类图书区。地上二层是文学、音乐、绘画、书法、少儿图书区。地上三层是教育、语言及电子音像区。地上四层是计算机、医药、工业、农业等专业图书区。 2022年7月26日，松鹤楼在北京图书大厦4层开设苏式汤面门店。
北京图书大厦西侧开有北京地铁西单站B出入口。